# Esra Rotthoff
Esra Rotthoff (geboren am 15. September 1981 in Berlin) ist eine deutsche bildende Künstlerin und Artdirektorin. In ihren Arbeiten, deren Schwerpunkt im Bereich der Fotografie liegt, beschäftigt sie sich mit Fragen von Identität, Diversität und deren visueller Darstellung. Sie prägte seit 2011 das Erscheinungsbild des Kreuzberger Theaters Ballhaus Naunynstrasse und des Maxim Gorki Theaters in Berlin.

## Leben und Wirken
Esra Rotthoff wuchs in Berlin auf. Ihre Eltern entstammen verschiedenen Kulturen: ihre Mutter ist türkeistämmig, ihr Vater deutsch. Die Künstlerin versteht sich auch als „theoretisch jüdisch“. Sie studierte Visuelle Kommunikation an der Universität der Künste Berlin, was sie im Februar 2008 mit einem Diplom abschloss. Ihre Diplomarbeit Berlin Haushoch: Charlottenburg war eine Kooperation mit ihren Studienkolleginnen Alexandra Bald und Ana Lessing. Sie befasste sich mit der Entwicklung und Gestaltung des Magazins Berlin Haushoch, das von 2006 bis 2009 in drei unabhängigen Einzelbänden erschien. Ein Meisterstudium im Fach Malerei schloss sich an den Diplomstudiengang an, wofür sie 2011 einen Meisterbrief erhielt. Von 2004 bis 2010 war sie darüber hinaus Frauenbeauftragte der Universität der Künste.
Nach Abschluss des Studiums arbeitete sie weiter freiberuflich als Fotografin und Artdirektorin vor allem für Kulturinstitutionen wie das Kreuzberger Theater Ballhaus Naunynstrasse, das Maxim Gorki Theater Berlin und die Staatsoperette Dresden. Im November 2012 gestaltete sie die Außenwerbung für die Kunstmesse Contemporary Istanbul mit der Bildserie down side up. 2017 fotografierte sie Cover und Titelstory des Missy Magazines zum Thema Rache. Seit 2019 verantwortet sie den visuellen Auftritt des Jüdischen Filmfestivals Berlin Brandenburg. Neben der Fotografie befasst sie sich auch mit dem Medium Video, so etwa in der künstlerischen Arbeit Muse/Fling aus dem Jahr 2013.
Darüber hinaus nimmt sie international Lehraufträge an Hochschulen wahr. 2011 unterrichtete sie an der Shanghai Academie of Art and Design (SADA) im Rahmen des Projekts SADA-Reaktor, einer Adaption des von der Universität der Künste initiierten angewandten Design-Workshops Design Reaktor Berlin. Von 2016 bis 2017 war sie Dozentin für Fotografie an der Esmod Fashionschool in Berlin. Im Jahr 2017 unterrichtete sie den Workshop Die Ausgebürgerten mit zehn Neuberlinerinnen und -berlinern für das C/O Berlin. Aus der Arbeit entstand ihre gleichnamige Fotoserie Die Ausgebürgerten, die seit 2018 unter anderem im Rahmen der Wanderausstellung Kunst trotz(t) Ausgrenzung der Diakonie Deutschland gezeigt wird.
Seit 2020 ist Esra Rotthoff Mitglied des Art Directors Club Deutschland. Sie lebt in Berlin.

## Werk
Esra Rotthoff prägte ab 2011 ganz entscheidend das visuelle Erscheinungsbild des Ballhauses Naunynstraße in Plakatkampagnen im Außenraum, etwa anlässlich des Almanci!-Festivals 2011. Seit dem Wechsel von Intendantin Shermin Langhoff an das Maxim Gorki Theater in Berlin im Jahr 2013 ist sie als Artdirektorin für das Erscheinungsbild des Gorki verantwortlich. Ihre Motive dokumentieren die Auseinandersetzung des Theaters mit Fragen von Gender, Migration, Herkunft und Diskriminierung aufgrund des sozialen Status. Ihre Prägung durch die Herkunft ihrer Eltern führe, so Rotthoff, in vielen ihrer Arbeiten zu einer Beschäftigung mit gemischten Kulturkreisen.
Die Künstlerin entwirft ihre Bilder im Austausch mit Intendanz und Ensemble. Dabei ist es Esra Rotthoff wichtig, die Beteiligten nicht als Modelle und Projektionsflächen zu zeigen, sondern auf Augenhöhe mit den Betrachtenden. Die Fotografierten scheinen das Angesehenwerden zu erwidern, sie provozieren und blicken zurück. Ihre Fotografie werde, so Esra Rotthoff in einem Interview mit Lena Elbert, „oft als stark inszeniert wahrgenommen“. „Ich verführe mit Schönheit und konfrontiere mit Inhalt,“ so Rotthoff gegenüber der Sächsischen Zeitung. Nadja Laske bescheinigt ihr „Ästhetik mit konkreter Absicht, wenn das, was sie zeigt, auch im ersten Moment verstörend wirkt.“ Ihre Bildsprache scheint der Hochglanzästhetik von Modemagazinen zu folgen, was im Kontrast zu den oft provokanten Motiven steht.
In der Sammlung des Museums für Kunst und Gewerbe Hamburg befinden sich 40 von Esra Rotthoff gestaltete Plakate.

## Auszeichnungen
- 2006: Red Dot Design Award
- 2006: mit Alexandra Bald und Anna Lessing Canon ProFashional Newcomer Award[15]
- 2008: mit Alexandra Bald und Anna Lessing IF-Communication Design Award[15]
- 2008: Red Dot Design Award
- 2009: IF-Communication Design Award
- 2009: Canon Professional Award[1]
- 2010: Sappi Prize[1]
- 2011: Berlin-Spezial-Preis für die Plakatserie zum Almanci!-Festival 2011 des guteplakate-Preises[16]
- 2012: Gute Plakate

## Ausstellungen (Auswahl)

### Einzelausstellungen
- 2005: Marzahn, Plattenbau Berlin
- 2009: Selbstinszenierungen, Königliche Porzellan-Manufaktur Berlin
- 2011: Posterseries/Authorship and Design, Sada, Shanghai, China
- 2011: Almanci, Ballhaus Naunynstraße Berlin
- 2012: Mise dans ma Scene, Contemporary Istanbul[17]
- 2013: Nola Posters, New Orleans
- 2013: Muse/Fling, The Empire Project Gallery, Biennale, Istanbul[1]
- 2014: My Car is my home, LA Eyeworks, Los Angeles
- 2015: From people and Glasses, Playnseries, London
- 2015: Die Ausgebürgerten, C/O Berlin
- 2016: Experimental/Fashion/Photography, Esmod Fashionschool Berlin
- 2017: Faces (The Empire Project), Unseen Amsterdam
- 2017: Under one Sky, Maxim Gorki Theater Berlin
- 2019: Broadway in Dresden, Staatsoperette Dresden

### Gruppenausstellungen
- 2013: Jeff Dowd, Private/collection, Los Angeles
- seit 2018: Kunst trotz(t) Ausgrenzung, Wanderausstellung der Diakonie Deutschland[18]
- 2018: Nails and bones, Tiergarten am Kanzleramt, Berlin
- 2020: The Summer 2020, Monopol Berlin
- 2020: Kunst trotz/t Rassismus, Documenta-Halle, Kassel
- 2021: 2. Roma Biennale, Berlin[7]
- 2023: The F*word – Guerrilla Girls und feministisches Grafikdesign, Museum für Kunst und Gewerbe Hamburg[19]
- 2023: Wiki Women – Wissen gemeinsam ergänzen II, Museum für Kunst und Gewerbe Hamburg[20]

## Publikationen
- mit Alexandra Bald, Henriette Serbser (Hrsg.): Berlin Haushoch. Marzahn. Band 1. Universität der Künste, Berlin 2006.
- mit Alexandra Bald, Karin Babbe (Hrsg.): Berlin Haushoch. Der Wedding. Band 2. Universität der Künste, Berlin 2007.
- mit Alexandra Bald, Anna Lessing (Hrsg.): Berlin Haushoch. Charlottenburg. Band 3. Universität der Künste, Berlin 2009, ISBN 978-3-89462-171-1.
- First Open Your Eyes – Then Create. Workshop Esra Rotthof. In: Marc Piesbergen und Axel Kufus (Hrsg.): SADA Reaktor. Interinstitut, Berlin und Shanghai 2011, S. 118–139. PDF bei Issuu.com.
- Shermin Langhoff, Lutz Knospe, Patrick Wildermann (Hrsg.): Zeitgenoss*in Gorki. Zwischenrufe. Theater der Zeit Verlag, Berlin 2023, ISBN 978-3-95749-432-0.